# Udo Taubitz

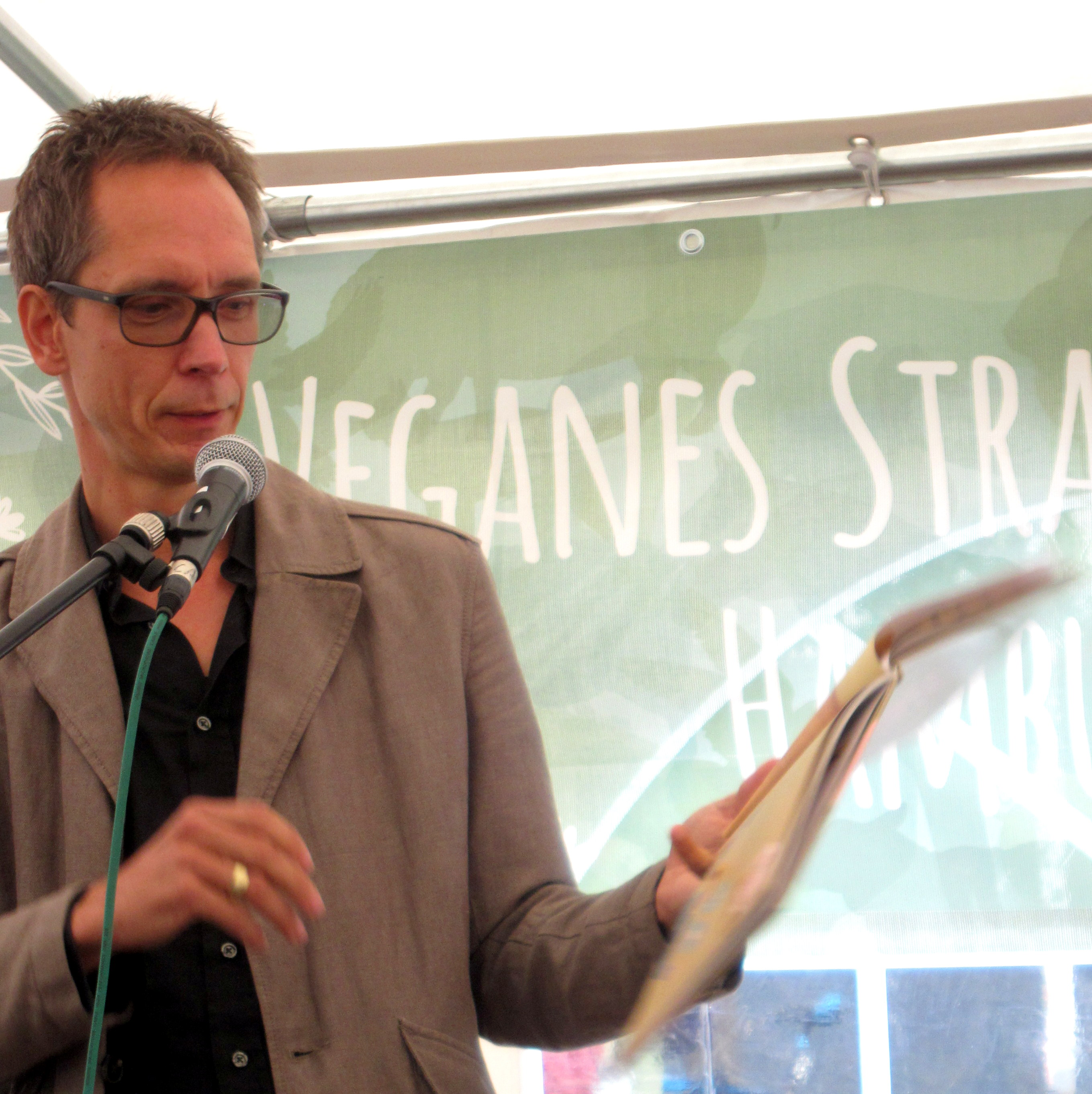
Udo Taubitz bei einer Autorenlesung in Hamburg

Udo Taubitz (* 1969 in Cottbus) ist ein deutscher Autor, Kommunikations-Trainer und Vortragsredner.
Taubitz schrieb von 2000 bis 2013 als freier Journalist u. a. für Stern, Spiegel Online und Financial Times Deutschland, seine Radiobeiträge sendeten Deutschlandfunk, ORF, Schweizer Rundfunk und viele andere. Heute gibt er Schreibseminare, u. a. an der Deutschen Presseakademie, er coacht Führungskräfte zu Kommunikationsthemen und verfasst Bücher. Er ist Mitglied im Hochbegabten-Verein Mensa in Deutschland.

## Leben
Udo Taubitz schrieb schon als Schüler für die Lausitzer Rundschau – bis zum Schreibverbot wegen eines kritischen Artikels. Er absolvierte eine Lehre zum Fachverkäufer Foto-Optik-Uhren-Schmuck, arbeitete danach als Fotograf. 1988 scheiterte sein erster Fluchtversuch aus der DDR, 1989 flüchtete er über die mittlerweile offene Grenze von Ungarn nach Westdeutschland. Er studierte Sprachwissenschaften sowie Journalistik und Soziologie an der Universität Hamburg sowie am Trinity & All Saints College in Leeds. Nach Praktika bei Radio Bridge Overseas in Harare (Simbabwe), beim NDR und beim Buchverlag Hoffmann & Campe arbeitete er als freier Journalist für Zeitschriften und öffentlich-rechtliche Radiosender. Bislang sind von ihm fünf Kinderbücher erschienen, ein Sachbuch und der Roman "Dunkeldeutschland". Taubitz lebt mit seiner Frau und seinen drei Kindern in Hamburg.

## Veröffentlichungen
- Karl Klops, der coole Kuhheld. Echo Verlag, Göttingen 2012, ISBN 978-3-926914-55-2
- Ben Biemer – APP ins All!. Esslinger Verlag, Esslingen 2013, ISBN 978-3-480-23068-6
- Schweinchen Schlau – Mein Papa gehört mir!. Echo Verlag, Göttingen 2016, ISBN 978-3-926914-59-0
- Nelli und der Neidwichtel. Book and Art Affairs, Gelnhausen 2017, ISBN 978-3-945366-05-9
- Wirksam schreiben für das Web, Werkstatt Beilage im „PR Report“, Verlag Johann Oberauer, Eugendorf 2017
- Dunkeldeutschland. BoD Verlag, Norderstedt 2020, ISBN 978-3-7519-6902-4
- Wirksame Kundenkommunikation: Korrespondenz, die überzeugt – klar, zielführend und sympathisch schreiben. Springer Gabler, Wiesbaden 2024, ISBN 978-3658451936
- Zappzarapp im Zoo. Kinderbuchverlag Next Level, Köln 2024, ISBN 978-3-9823851-5-0

## Preise
- PETA Progress Award für das tierfreundlichste Kinderbuch, 2013[1]